# Пойкилотермия
Пойкилотерми́я (от греч. ποικίλος — различный, переменчивый и θερμία — тепло; также эктотермность, холоднокровность) — эволюционная адаптация вида или (в медицине и физиологии) состояние организма, при котором температура тела живого существа меняется в широких пределах в зависимости от температуры внешней среды.
Это характерно для большинства беспозвоночных животных, а также для рыб, амфибий и рептилий. Зимой холоднокровные животные впадают в состояние оцепенения, что связано со значительным снижением температуры тела.

## Пойкилотермия у живых существ
К пойкилотермным организмам относят все современные таксоны органического мира, кроме двух классов позвоночных животных — птиц и млекопитающих. Долгое время считалось, что все млекопитающие являются теплокровными, однако современные исследования показали, что голый землекоп — единственный известный на сегодняшний день холоднокровный представитель этого класса; предполагалось также, что к пойкилотермным млекопитающим относился вымерший балеарский козёл.

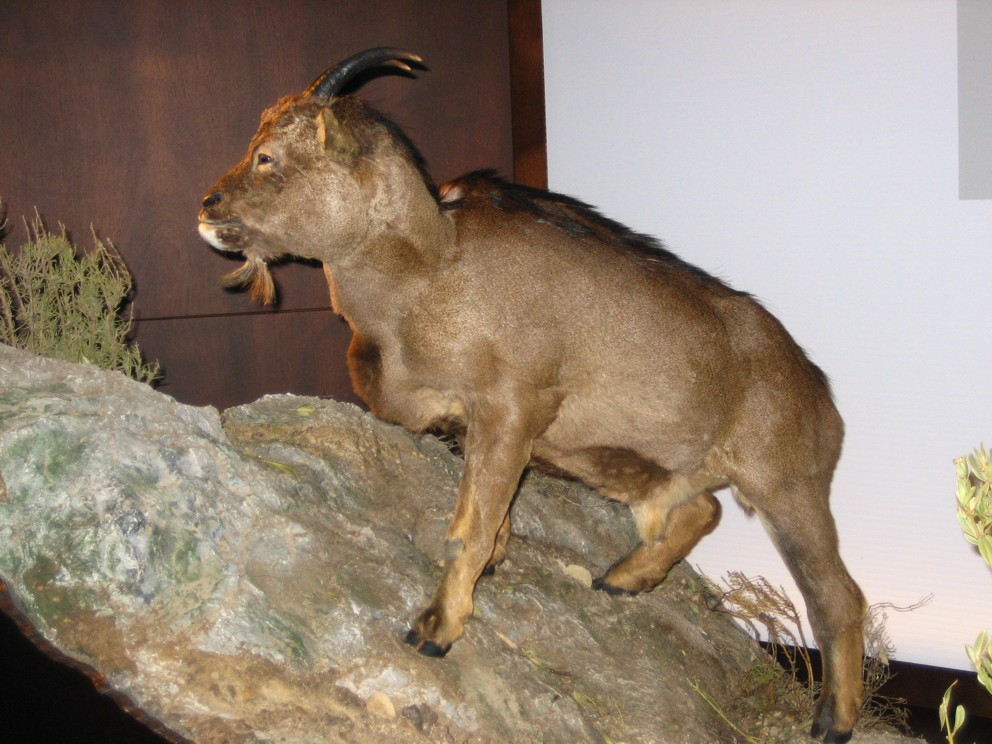
Реконструкция балеарского козла в CosmoCaixa, Барселона

Дискуссионным также является вопрос о том, относились ли к холоднокровным животным динозавры, однако в последнее время учёные больше склоняются к версии их теплокровности, исходя из исследований изотопов кислорода, темпов роста и т. п. Кроме того, также постоянно растёт число находок динозавров с плотными перьеподобными покровами даже у тех видов, которые к полёту не имели никакого отношения. Считается, что теплокровность — базальный признак всех архозавров и теплокровными были даже многие крокодиломорфы, в том числе предки современных крокодилов.

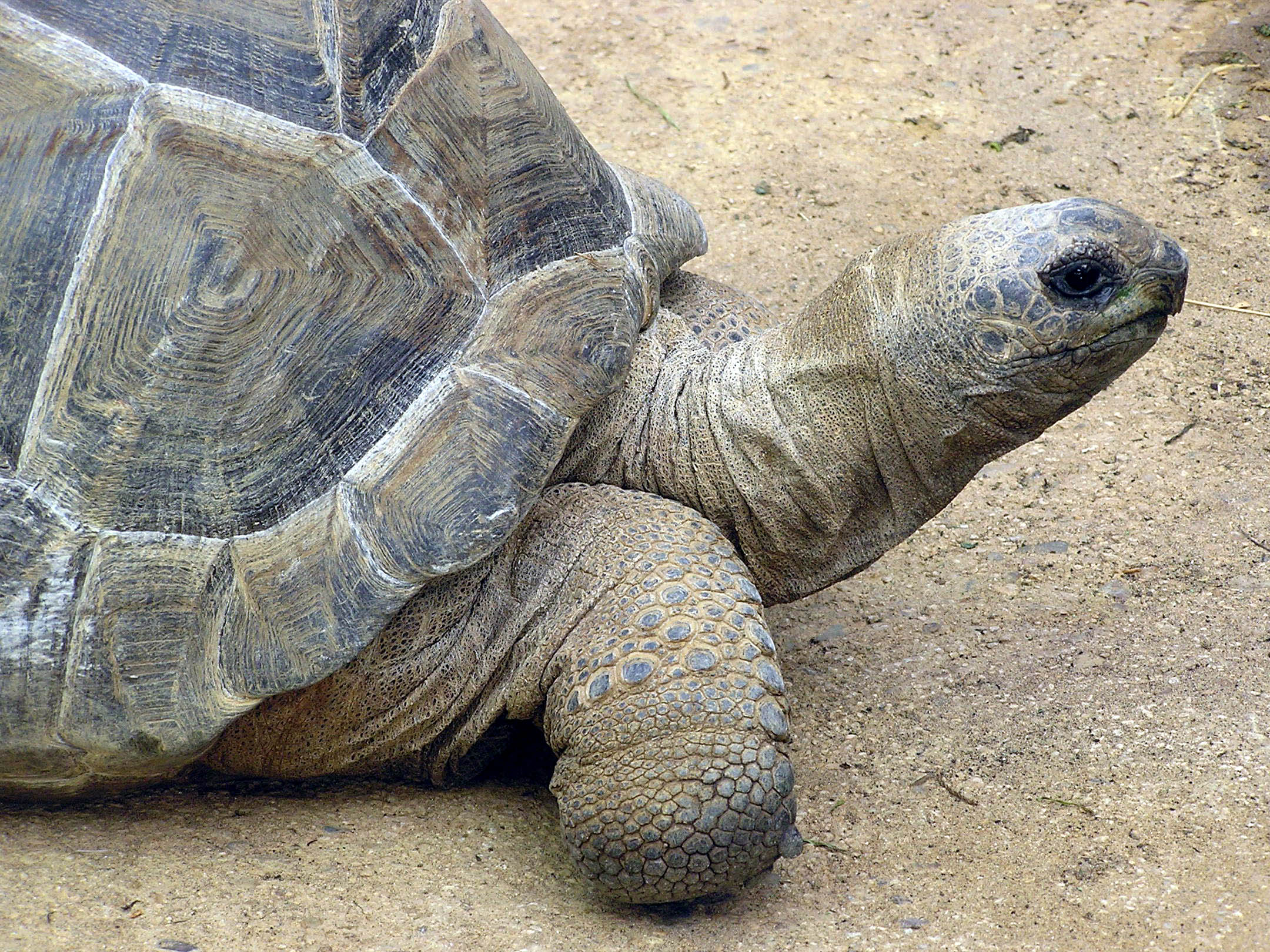
Черепахи относятся к пресмыкающимся — самой специализированной ныне группе холоднокровных организмов. На снимке — сейшельская черепаха

Нередко выделяемое понятие инерционной теплокровности или гигантотермии — когда организм прогревается на солнце, после чего за счёт больших размеров тела держит относительно постоянную температуру, как крупные современные крокодилы, не следует выносить из определения пойкилотермии, поскольку организм все также неспособен самостоятельно вырабатывать достаточное количество тепла.

## Физиологическое описание
Механизмы терморегуляции у холоднокровных несовершенны, что объясняется пониженным уровнем обмена веществ, который примерно в 20—30 раз медленнее, чем у гомойотермных животных, и особенностями их нервной системы. Температура тела обычно на 1—2 °C выше температуры окружающей среды или равна ей. Повышение температуры происходит в результате поглощения солнечного тепла, тепла нагретых поверхностей (поведенческая терморегуляция) или работы мышц.
На выход температуры внешней среды за пределы предпочтительного диапазона (оптимума) холоднокровные реагируют вхождением в состояние анабиоза, и за счет снижения энергозатрат переживают температурный стресс.
Основным недостатком пойкилотермности является медлительность животных при температуре ниже оптимума.